# 燕妮·佩雷特
燕妮·佩雷特（英語：Jenny Perret，1991年12月23日—），瑞士女子冰壶运动员。她曾代表瑞士参加2018年和2022年冬季奥林匹克运动会冰壶比赛，其中2018年冬季奥运会联同马丁·里奥斯获得混合双人银牌。